# سايكوم ميراباي تشانو
سايكوم ميراباي تشانو (مواليد 8 أغسطس 1994) هي لاعبة رفع أثقال هندية، فازت بالميدالية الفضية في أولمبياد 2020 في وزن 49ك.